# Бенкович, Стивен
Стивен Бенкович (англ. Stephen James Benkovic; род. 20 апреля 1938, Ориндж, Нью-Джерси[…]) — американский химик, биохимик. Доктор философии (1963), именной профессор Университета штата Пенсильвания. Член Национальных академий наук (1985) и медицины, а также изобретателей США и Американского философского общества (2002). Удостоен Национальной научной медали США (2009).
Лауреат премии НАН США в области химических наук (2011).
Пионер в области биоорганической химии.
Окончил Лихайский университет (бакалавр наук, 1960), получив там две бакалаврские степени — по химии и английской литературе (Magna cum laude; Phi Beta Kappa). Докторскую степень по органической химии получил в Корнелле, дополнительно специализировался по физической химии и биохимии. В 1964-65 постдок в Калифорнийском университете в Санта-Барбаре. С 1965 на кафедре химии Университета штата Пенсильвания, фул-профессор с 1970, с 1977 именной (Evan Pugh Professor), также с 1988 получил именную кафедру Eberly Chair. Соучредитель компании Anacor Pharmaceuticals.
Член Американской академии искусств и наук (1984). Среди отличий: Ralph F. Hirschmann Award in Peptide Chemistry (2010), медаль Бенджамина Франклина (2009).
Его научный вклад способствовал лучшему пониманию биологических процессов, в частности того, как белки функционируют как катализаторы.
Публиковался в Biochemistry, Science, Proc. Natl. Acad. Sci. USA и др.